# Blamarea victimei
Blamarea victimei (colocvial „dat vina pe victimă”) apare atunci când victima unei infracțiuni este considerată în întregime sau parțial responsabilă pentru trauma pe care a suferit-o. Tendința de a blama victima este mai mare în cazul victimelor unui viol decât în cazul victimelor unui jaf, deoarece de multe ori în cazul violului autorul și victima se cunoșteau între ei.

## Originea expresiei
Psihologul William Ryan a inventat expresia "blamarea victimei" în 1971 în cartea sa Blamarea Victimei. În carte, Ryan a descris blamarea victimei ca o ideologie folosită pentru a justifica rasismul și nedreptatea socială împotriva negrilor din Statele Unite ale Americii. Ryan a scris cartea pentru a respinge lucrarea lui Daniel Patrick Moynihan The Negro Family: The Case for National Action.

## Istorie
Deși Ryan a popularizat expresia, și alți cercetători au identificat fenomenul de blamare a victimei.
În 1947 Theodor W. Adorno a definit ceea ce va fi numit mai târziu "blamarea victimei", ca "una dintre cele mai sinistre caracteristici de tip fascist".
La scurt timp după aceea Adorno și alți trei profesori de la Universitatea din California, Berkeley au formulat o teorie influentă și extrem de controversată, numită scara F (F pentru fascist), publicată în Personalitatea Autoritară (1950), care includea "disprețul pentru oricine este discriminat sau slab" ca fiind una dintre trăsăturile fasciste ale scării F.  O expresie tipică de blamare a victimei este fraza "ea a cerut-o", în legătură cu o victimă a agresiunii sexuale.

## Victimizarea secundară
Victimizarea secundară se referă la re-traumatizarea victimei unui viol, abuz sau altă formă de agresiune sexuală, prin răspunsurile pe care le primește de la alte persoane fizice sau instituții. Tipuri de victimizare secundară includ blamarea victimei (i.e. dat vina pe victimă în loc de agresor), acțiunea de a nu crede povestea victimei, minimalizarea severității atacului, și tratamentul nepotrivit în perioada de după atac de către personalul medical sau de alte organizații. Victimizarea secundară este deosebit de comună în cazurile de viol, atunci când victima este consumator de droguri sau o cunoștință a atacatorului sau atunci când victima a suferit abuz sexual în timpul unui război.
Victimele agresiunii sexuale trăiesc experiențe de stigmatizare datorită miturilor legate de violuri. O femeie ce a fost victima unui viol este deosebit de stigmatizată în societăți patriarhale cu puternice obiceiuri și tabuuri legate de sex și sexualitate. De exemplu, o astfel de societate poate vedea o femeie ce a fost victimă a unui viol (mai ales dacă a fost inițial virgină) ca "folosită" sau "uzată". În aceste cazuri victimele pot suferi izolare socială, abuz fizic sau psihologic, umilire publică, pot fii renegate de prieteni și familie, poate să le fie interzis să se căsătorească, forțate să divorțeze dacă sunt deja căsătorite, sau chiar să fie ucise. Cu toate acestea, chiar și în țări dezvoltate precum Statele Unite ale Americii, misoginismul este înrădăcinat în cultura societății.
Un exemplu de acuzație misogină împotriva femeilor ce au fost victime ale agresiunilor sexuale este că ar fi purtat haine provocatoare ce l-ar fi "stimulat" pe agresor, sau că motivul pentru care se îmbracă cu haine revelatoare este din cauză că încearcă în mod activ să seducă un partener sexual. Astfel de acuzații împotriva victimelor pornesc de la ipoteza că portul hainelor revelatoare implică acordul femeii pentru activități sexuale, chiar dacă nu și-a dat în mod verbal consimțământul.
Blamarea victimei este, de asemenea, exemplificată atunci când victima unei agresiuni sexuale a făcut anumite acțiuni care îi reduc capacitatea de a rezista sau refuza actul sexual sau agresiunea, cum ar fi consumul de alcool. În prezent, grupurile de suport ale victimelor, precum și profesioniștii din domeniul medical încearcă să educe tinerii adulți asupra definiției consimțământului, și importanței de a se abține de la blamarea victimei. Cele mai multe instituții au adoptat conceptul de "consimțământ afirmativ", ce se referă la consimțământul dat în mod explicit de ambii parteneri, fără niciun fel de constrângere și nefiind sub influența alcoolului sau a altor substanțe. În caz contrar, este necesară abținerea de la activitatea sexuală, de exemplu în cazul în care una dintre persoane este sub influența alcoolului.
În eforturile de a discredita o presupusă agresiune sexuală în instanța de judecată, unii avocați relatează despre viața personală a victimei, o practică comună care are scopul de a face victima atât de inconfortabilă încât să aleagă să renunțe la procesul de judecată. Acest atac la persoană, mai ales unul arătând promiscuitatea, aduce ideea că femeile au un stil de viață cu "risc ridicat" (promiscuitate, droguri) nu sunt victime "reale" ale violului.
Concluziile studiului "Rape Myth Acceptance" au sprijinit teoria feministă ce susține că sexismul este la baza blamării victimelor de sex feminin.
Victimele agresiunilor sexuale pot dezvolta probleme psihologice cum ar fi depresia sau sindromul de stres post-traumatic specific violenței sexuale.

## Situația globală
Multe culturi din întreaga lume prezintă diferite grade de blamare a victimei pentru diferite agresiuni, cum ar fi violul, crimele motivate de ură sau violența domestică. Blamarea victimei este comună în întreaga lume, în special în culturile în care este acceptabilă sau chiar recomandată discriminarea anumitor grupuri de oameni. De exemplu, în Somalia victimele abuzurilor sexuale îndură în mod constant hărțuire sau izolare socială. Un exemplu specific este cazul de răpire și viol al unei fete de 14 ani, Fatima. Când poliția a sosit, atât Fatima cât și violatorul ei au fost arestați. În timp ce violatorul nu a fost reținut mult timp, ofițerii au ținut-o pe Fatima în captivitate timp de o lună iar un paznic de închisoare a violat-o în continuu în acea perioadă.
În februarie 2016, organizațiile "International Alert" și UNICEF au publicat un studiu care dezvăluie în Nigeria, fetele și femeile eliberate din captivitate de către insurgenții grupului Boko Haram se confruntă adesea cu respingere și izolare socială de către comunitățile și familiile lor. În plus, copiii născuți în urma violurilor și violenței sexuale se confruntă cu discriminare la un nivel chiar mai ridicat.
În cultura occidentală, blamarea victimei a fost în mare măsură recunoscută ca o problemă gravă în modul de abordare a violențelor sau agresiunilor. Cu toate acestea, acest există în continuare multe cazuri de blamare a victimei în lumea vestică. Un exemplu recent a avut loc în 2013, când avocatul districtul școlar din Los Angeles a dat vina pe o fată de 14 ani pentru abuzul sexual pe care aceasta l-a îndurat de la un profesor de gimnaziu. Avocatul districtului a susținut că minora era responsabilă pentru prevenirea abuzului, pentru a pune întreaga vină pe victimă și pentru a-l scuti pe agresor de orice responsabilitate. În ciuda eforturilor de a convinge instanța că victima trebuie să fie blamată, juriul a declarat că nu este posibil ca o elevă minoră, care a fost agresată sexual de către profesor, să fie responsabilă pentru prevenirea agresiunii sexuale.

## Exemple
Într-un caz de viol publicat la nivel mondial, atunci când o femeie a fost violată și ucisă în decembrie 2012 în New Delhi, India, mulți oficiali guvernamentali indieni și lideri politici au acuzat victima de diverse lucruri, bazate în mare parte pe presupuneri. Mulți dintre aceștia și-au cerut scuze ulterior.